# Tzahal (Israëlische muziekgroep)
Tzahal (Hebreeuws: צה"ל) is een groep dienstplichtige Israëlische militairen met muzikaal talent als onderdeel van de Israel Defence Forces. Ze treden op bij alle belangrijke officiële gelegenheden in Israël en geven concerten voor Israëlische soldaten. Oprichter in 1948 was Yitzhak Muze.
De allerbeste musici uit het Tzahal Orkest komen jaarlijks naar Europa met als doel het Israëlische leger een humaan gezicht te geven. Men treedt op in uniform. Voor sommige deelnemers kan het een opstap naar een muzikale carrière betekenen, zoals die van Idan Raichel. Het repertoire van Tzahal bestaat voornamelijk uit eigentijdse populaire muziek, maar heeft ook liedjes met Bijbelse teksten. Hun slogan is: “Veel liefs van Tzahal, ik ben geboren voor de vrede”.
Volgens een woordvoerder van Tzahal tijdens de Nederlandse tour in 2007 staat de groep in een bijzondere traditie. In vroeger tijden waren er al muzikanten in het Israëlische leger. “In de legers van koning David, drieduizend jaar geleden, zongen de soldaten van Israël voordat ze ten strijde trokken, om de God van Israël te eren die hen aan de overwinning moest helpen”, aldus de woordvoerder. ”Maar er werd ook tijdens het gevecht gezongen, als een soort gebedsgroep. Dus niet iedereen vocht: er was een kleine zang- en muziekgroep, die in alle oorlogen van Israël achter de linies actief was. Dat waren de fulltime muzikanten en zangers in het leger. Die zijn er nu nog.”